# Oxihidrógeno
El oxihidrógeno (HHO) es una mezcla de hidrógeno atómico y oxígeno atómico en proporción que se asume de 2:1, la misma proporción del agua. Cuando esta mezcla se enciende, su combustión produce agua y 142,35 kJ (34,022 calorías) de calor por cada gramo de hidrógeno quemado. El oxihidrógeno se produce habitualmente a partir de la electrólisis del agua.

## Propiedades

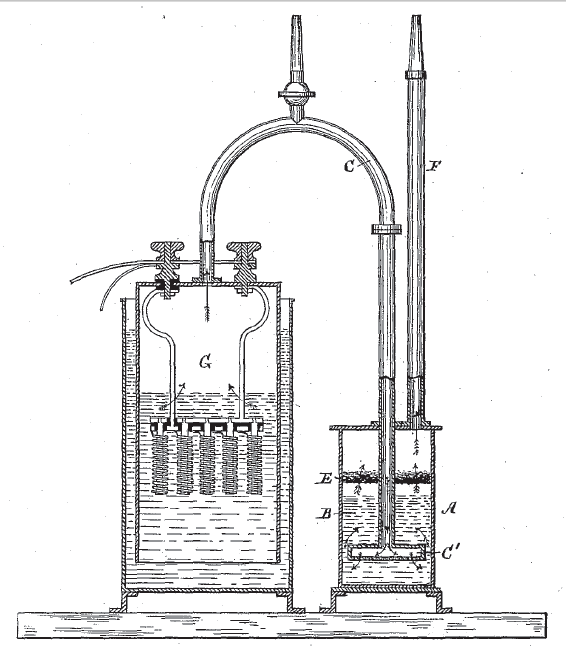
El oxihidrógeno se quema cuando es llevado a su temperatura de autoignición. Para una mezcla estequiométrica 2:1 de hidrógeno y oxígeno a presión atmosférica normal, la autoignición se produce aproximadamente a 570 °C.  La energía mínima necesaria para encender una mezcla con una chispa es de unos 20 microjulios. A temperatura y presión normales, el oxihidrógeno puede quemarse cuando está compuesto por entre 4% y 95% de hidrógeno por volumen.
Cuando se enciende, la mezcla de gas se convierte en vapor de agua y libera energía, que sostiene la reacción: 241,8 kJ de energía por cada mol de hidrógeno diatómico quemado. La cantidad de energía calorífica liberada es independiente del modo de combustión, pero la temperatura de la llama varía.  La temperatura máxima de aproximadamente 2800 °C se consigue con una mezcla pura estequiométrica, a unos 700 grados más que una llama de hidrógeno en aire. Cuando cualquiera de los gases se mezclan en exceso en esta relación, o cuando se mezcla con un gas inerte como el nitrógeno, el calor debe extenderse a través de una mayor cantidad de materia y por lo tanto la temperatura será más baja.

## Producción
Una mezcla estequiométrica pura puede obtenerse a través de la electrólisis del agua, que utiliza una corriente eléctrica para disociar las moléculas de agua:
Electrólisis: H₂O → 2 H + O
Combustión: 2 H + O → H₂O
William Nicholson y Anthony Carlisle fueron los primeros en descomponer el agua de esta manera en 1800.
La energía requerida para separar la molécula será la misma que la obtenida de su reunión; sin embargo, consideraciones de eficiencia en los métodos deben ser tomadas en cuenta, es decir, siempre habrá perdidas de la energía aplicada en la producción de HHO, bien sean térmicas, mecánicas, o reactivas. Al combinar la molécula, nuevamente también será difícil aprovechar toda la energía de la reunión, esto es, también habrá pérdidas que podrán ser térmicas, mecánicas o electromagnéticas.